# Кочубей, Александр Васильевич
Алекса́ндр Васи́льевич Кочубе́й (23 августа (3 сентября) 1788 — 23 февраля (7 марта) 1866) — действительный тайный советник (1849), сенатор и член Государственного совета из малороссийского дворянского рода Кочубеев.

## Биография
Александр Васильевич был третьим сыном генерал-майора Василия Васильевича Кочубея (1756—1800) и Елены Васильевны, урождённой Туманской (?—1836). Супруги имели ещё дочь Елену (1793—1863) и трёх сыновей: Василия (1784—1844), Демьяна (1786—1859), и Аркадия (1790—1878).
Александр Васильевич получил домашнее образование в своей семье, проживавшей в селе Ярославец Глуховского уезда Черниговской губернии; руководителем его и его братьев был аббат Фроман, присланный к ним по выбору В. П. Кочубея, который близко интересовался воспитанием своих троюродных братьев. Позднее продолжил образование у аббата Николя, куда поступил вместе с братом Аркадием, и где ранее уже обучались два старших брата.
Службу Кочубей начал, определившись в 1802 году юнкером в Коллегию Иностранных Дел, где служил до 1812 года; в 1812—1815 — в канцелярии Гос. контролёра; в 1815—1819 — в Министерстве юстиции; в 1819—1831 годах был обер-прокурором 2-го отделения 3-го департамента Сената, затем с 1831 года сенатором, в 1839—1843 годах — представитель Министерства юстиции при производстве торгов на содержание питейных откупов и с 1846 года — член Государственного Совета, на заседаниях которого он активно поддерживал реформы 1860-70-х годов. Деятельность А. В. Кочубея, не богатая внешними крупными фактами, была, тем не менее, замечательна и плодотворна. Она была отмечена необыкновенно сильным и живым чувством правомерности, определявшим собой все его поступки и в общественной деятельности, и в частной жизни. Вся деятельность его одинаково и постоянно проникнута была широким, великодушным пониманием гражданских и человеческих прав каждого лица, постоянным и неизменным сочувствием и стремлением содействовать всему, что водворяет в человеческих отношениях начала законности. В своих принципах А. В. Кочубей являлся человеком твердым и непоколебимым, в частной жизни отличаясь замечательной мягкостью и уступчивостью. Его брат Аркадий писал в своих воспоминаниях:

Он имел самое нежное, чувствительное сердце, но был ужасно вспыльчив и сохранил это свойство до старости; с ним было трудно ладить. Он вспыхивал как порох, но так же скоро мирился, как сорился— «Семейная хроника»
Александр Васильевич обладал обширными сведениями и большой начитанностью, постоянно следил за всем выдающимся в области искусства, литературы и науки, после него осталась обширная библиотека. Кочубей был знаком с Пушкиным. По запросу Петербургского цензурного комитета в январе 1859 года он и другие родственники одобрили постановку на сцене оперы «Мазепа» на музыку Б. А. Фитингофа по поэме Пушкина «Полтава», премьера которой состоялась в Петербургском Большом театре.
При своих сравнительно небольших средствах А. В. Кочубей, как это стало известно только после его смерти, занимался благотворительной деятельностью.
Умер от воспаления лёгких 23 февраля (7 марта) 1866 года; отпевание состоялось в Исаакиевском соборе; похоронен на Новодевичьем кладбище.

## Награды
Имел высшие награды Российской империи
- Орден Святой Анны 1-й степени (1828)
- Орден Святого Владимира 2-й степени (1836)
- Орден Белого орла (1840)
- Орден Святого Александра Невского (1846)

## Комментарии
1. ↑  В действительности, он приходился братьям двоюродным дядей, так как был кузеном их отца[3].